# Pesca commerciale

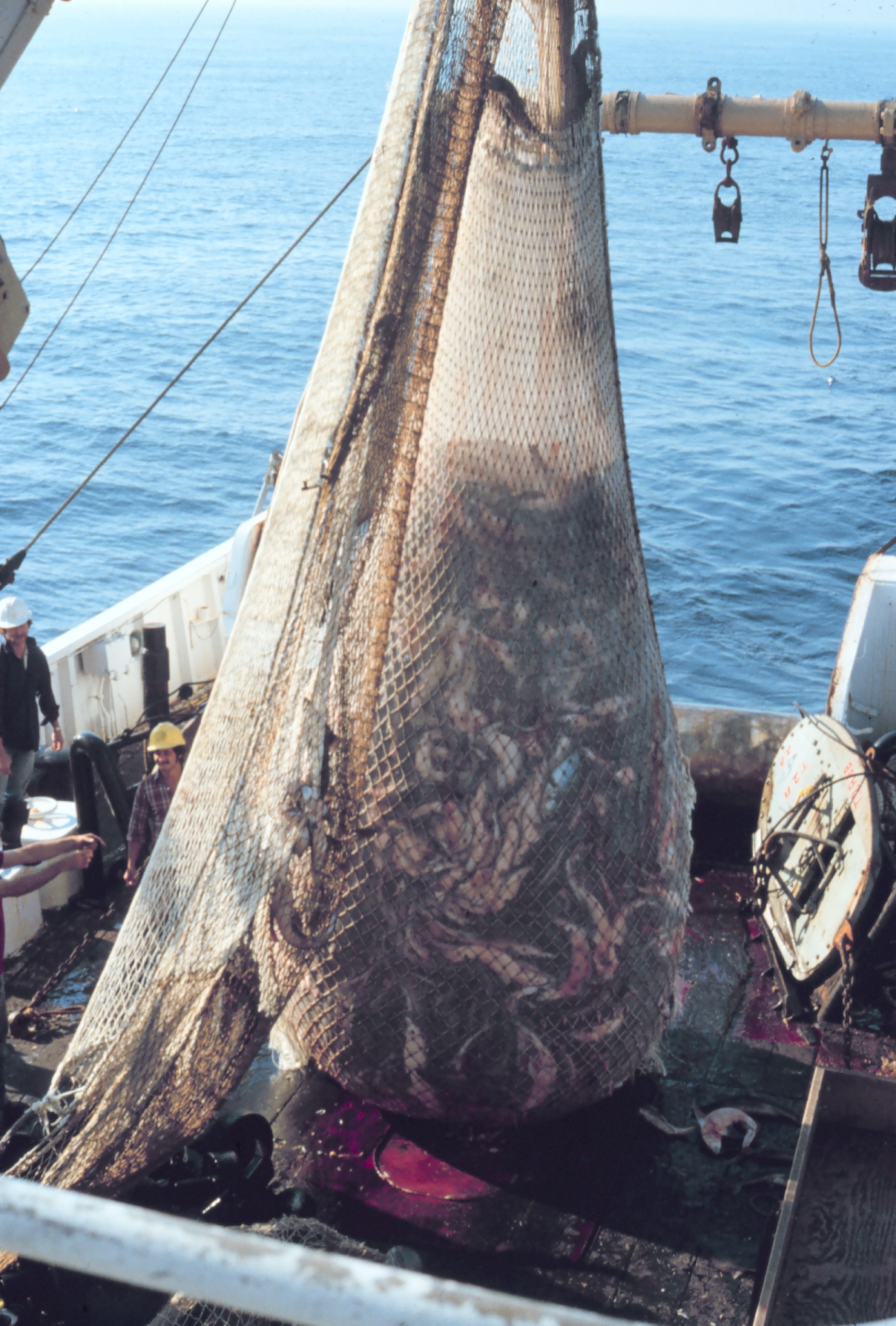
Sacco della rete a strascico appena prima di scaricare il pesce sul ponte durante le indagini di valutazione delle specie pescate.

La pesca commerciale è l'attività di ricerca e di cattura dei prodotti ittici in genere al fine di commercializzarli sul mercato ittico all'ingrosso o al dettaglio. Essa può essere caratterizzata da metodologie particolari a seconda delle tradizioni locali o dalle tecnologie moderne.

## Descrizione
In Italia, per intraprendere tale attività economica attraverso l'identificazione del prodotto che s'intende pescare si commissiona l'imbarcazione ad un maestro d'ascia o la si acquista, oppure un motopesca, si acquista l'attrezzatura idonea e si richiede una licenza di pesca al Ministero delle politiche agricole e forestali specificando il tipo di pesca che si vuole esercitare nel compartimento prescelto.
Il settore della pesca commerciale è stato oggetto negli anni, al pari di quello agricolo, di numerosi provvedimenti e direttive da parte dell'Unione europea sulla base degli articoli 38-44 del Trattato sull'Unione europea (e successive modifiche) che regolano il mercato comune nel settore agricolo e della pesca.
Le normative europee regolano dettagliatamente lo svolgimento dell'attività e del mercato ittico ad esempio tramite la definizione delle modalità di fissazione dei prezzi di alcuni prodotti ittici o con la fissazione di quantità contingentate di cattura e modalità di gestione degli stock. L'Unione è poi intervenuta nel settore anche con numerose fonti di finanziamento, ad esempio sotto forma di fondi strutturali, tra i quali lo "Strumento finanziario di orientamento della pesca" - SFOP ed il "Nuovo Fondo europeo per la pesca" - FEP.

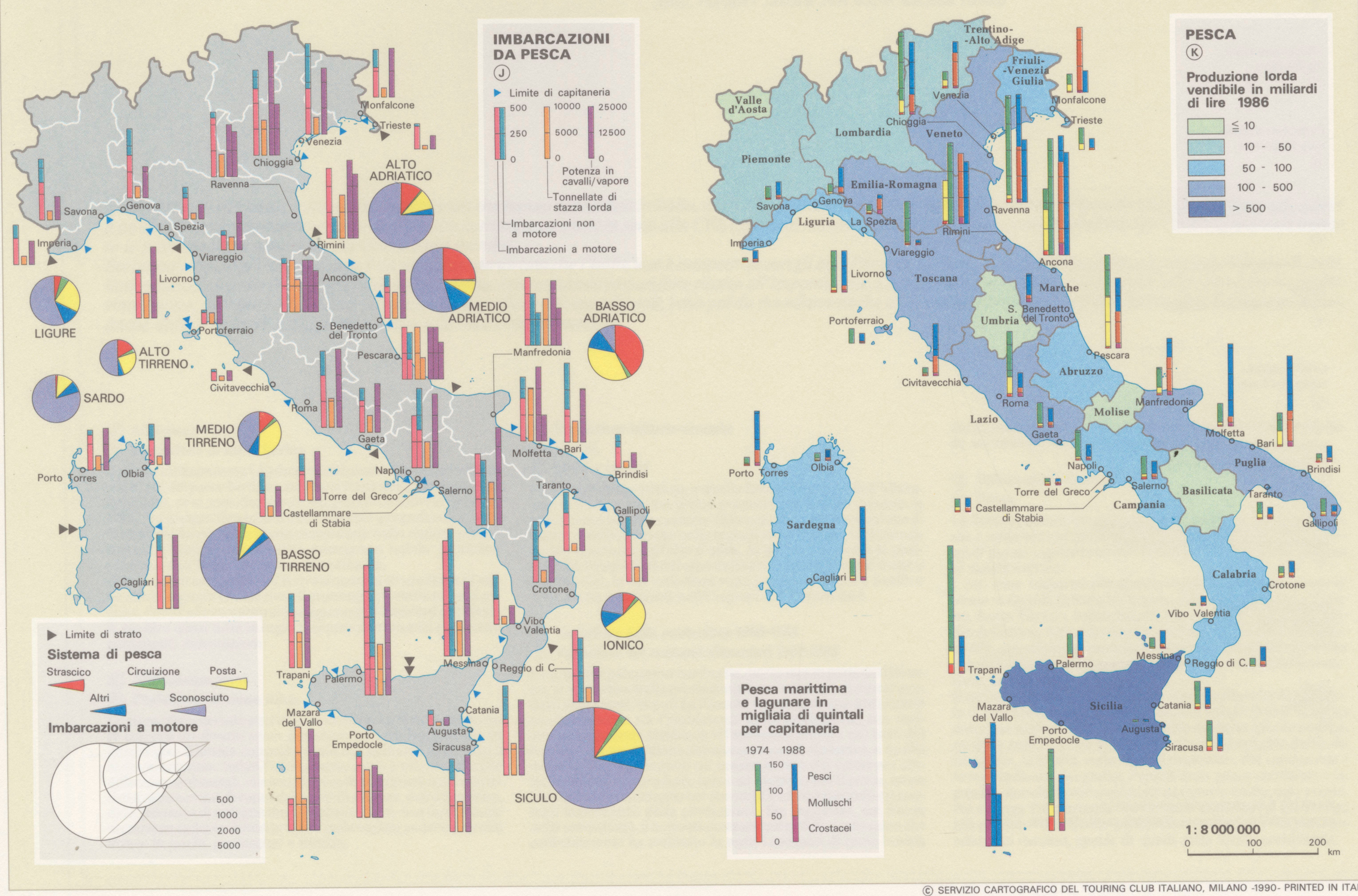
Distribuzione delle imbarcazioni da pesca (a sinistra). Distribuzione della produzione (a destra) in Italia nel 1988.

## Tipi e sistemi di pesca
La pesca commerciale si può differenziare in diverse tipologie:
- pesca locale;
- piccola pesca costiera;
- pesca costiera ravvicinata;
- pesca mediterranea o d'altura.

Si suddivide secondo i sistemi di pesca:
- Piccola pesca;
- Strascico;
- Pesca volante;
- Vongolara;
- Palangari;
- Circuizione;
- Polivalente.

Ciascuna di queste sottocategorie comporta l'utilizzo di imbarcazioni e motopesca più o meno grandi.

### La piccola pesca
La pesca artigianale è stata, ed è, quell'attività produttiva che più rispecchia le abitudini locali. Le pesche speciali ne sono una chiara testimonianza. In passato ciò era ancor più accentuato e la diversità di attrezzi a di attività era molto maggiore. La presenza di diversi tipi di fondo ha favorito il diffondersi di numerosi sistemi di pesca di tipo artigianale (o piccola pesca) che sono variamente distribuiti lungo tutta la costa e che possono essere globalmente divisi in tre gruppi: reti da posta fisse (tramagli e reti a imbrocco), palangari e piccola circuizione (cianciolini o lamparelle e sciabichetta o sciabichella).

### Reti da posta fisse
A questa categoria appartengono i tremagli e le reti a imbrocco, cioè reti che, benché possano trovarsi sul fondo oppure a mezz'acqua, vengono ancorate in modo fisso al fondo marino con ancore o pesi. I pesi o le ancore vengono segnalati in superficie da galleggianti muniti di bandierine gialle di giorno, e luci gialle di notte per renderne possibile l'individuazione al momento del recupero. Queste reti, una volta calate, vengono lasciate in posizione per un certo periodo di tempo, in genere una notte, in modo tale da renderle ancora più invisibili al pesce, e poi recuperate. Normalmente, nell'intervallo fra l'operazione di cala e quella di salpata la barca rientra in porto.
Il tremaglio (o tramaglio) è formato da tre pezze di rete sovrapposte e collegate lungo il loro lato maggiore. Le due esterne, dette maglione, sono a maglie più grandi di quella interna, e fanno sì che il pesce, da qualunque parte provenga, può agevolmente superarle ma, entrato a contatto con la seconda, trova in questa una specie di sacca e, nel tentativo di sfuggire, si impiglia sempre di più. La dimensione delle maglie esterne va da 160 a 180 mm, mentre le maglie interne sono comprese tra 60 e 70 mm. Viene calato a una profondità che varia tra i 2 e i 40 m e la zona di pesca varia con la stagione, come le principali specie bersaglio (seppie, triglie, orate, occhiate, scorfani ecc...). Quando la maglia interna è più piccola (45 mm), si parla di tramaglino: mirato alla pesca delle triglie, viene impiegato specialmente nelle zone di secca da fine primavera a inizio autunno; quando invece le maglie sono più grandi (200 mm quelle esterne e 60–90 mm quelle interne), si parla di tramaglione, che è diretto alla pesca delle aragoste e viene calato a 50–100 m, soprattutto in primavera-estate.
Le reti a imbrocco invece, sono reti di nylon trasparente alte 3–4 m e formate da un solo panno, disposte verticalmente nell'acqua. Hanno praticamente una cattura monospecifica e monotaglia che dipende dalla misura della maglia con cui è armata. In questo caso infatti, la cattura avviene per imbrocco: il pesce, una volta entrato nella maglia della rete, non riesce più ad andare né avanti né indietro. Se la maglia fosse più piccola non riuscirebbe a penetrare con la testa nella maglia stessa, se d'altra parte fosse più grande passerebbe tutto intero dalla parte opposta, evitando in ambedue i casi la cattura. Se impiegate per la cattura di sogliole, vengono calate in genere a una profondità di 15–50 m, sia su fondali duri che sabbiosi o vicino ad afferrature; le maglie del panno hanno una dimensione di 70–80 mm. Se usate per la cattura di naselli (reti “nasellare”), triglidi di grosse dimensioni e sugarelli, vengono calate a una profondità che varia tra i 90 e i 300 m; in questo caso la dimensione delle maglie del panno varia tra 52 e 58 mm; le reti a maglia grande (330–400 mm ed oltre) sono specifiche per la cattura dei pesci spada.

### Palangari (o palamiti)
I palangari sono composti da una serie di lenze (braccioli) di cui una estremità termina con un amo e l'altra è collegata ad un cavo (trave) lungo anche diversi chilometri. I braccioli vengono legati alla trave ad intervalli regolari, pari a circa 2 volte la loro lunghezza. Questo attrezzo può essere considerato fra i più selettivi tra tutti i sistemi di pesca, ma attualmente non trova ampia diffusione fra le marinerie toscane, probabilmente anche per il costo e il tempo necessario alla messa in opera del mestiere. Al variare della specie bersaglio può operare sia sul fondo (palamito fisso) sia in superficie (palamito derivante).
I palangari fissi, possono essere usati sia per la pesca ai naselli sia per la pesca del pesce bianco. I palangari per naselli hanno una trave che varia tra i 2.000 e i 4.000 m, la lunghezza del braccio varia tra 1,5 e 2,0 m, e sono distanziati tra loro 4 – 6 m. L'esca è costituita da sardine, e sono usati saltuariamente d'estate a una profondità che varia tra 100 e 500 m. I palangari per pesce bianco invece, hanno una trave lunga tra 2.000 e 3.000 m, i bracci misurano 1 - 1,5 m, e sono distanziati da 5 a 15 m. Utilizzati più saltuariamente, sono posizionati a profondità che non superano mai i 50 m.
I palangari derivanti sono utilizzati nei mesi estivi/autunnali per la pesca del pesce spada. La trave è lunga tra i 5.000 e i 35.000 m, i bracci tra 5 e 10 m, e sono distanziati di 30–50 m. Gli ami sono innescati con sgombri congelati.

### Pesca con lenze leggere
La pesca in mare con lenze leggere è quella che usa lenze costruite con filo di diametro contenuto e con il cuonzo. Può utilizzare varie tecniche di pesca queste devono adattarsi alle particolari condizioni del luogo dove si pesca. Le tecniche più usate sono quelle che vedono l'uso della tecnica detta all'italiana e quella detta all'inglese.